# Hagenau (Gemeinde Asperhofen)
Hagenau (früher auch Hohenau) ist eine Ortschaft und Katastralgemeinde der Marktgemeinde Asperhofen in Niederösterreich. Die Ortschaft hat 42 Einwohner (1. Jänner 2024).

## Geografie
Das Straßendorf liegt 4 Kilometer südöstlich von Asperhofen und ist über die Landesstraße L2244 erreichbar. Der Ort besteht aus mehreren landwirtschaftlichen Anwesen und einigen Einfamilienhäusern.

## Geschichte
Im Franziszeischen Kataster von 1821 ist Hagenau mit einigen Gehöften verzeichnet – damals aber noch unter dem Namen Hohenau. Laut Adressbuch von Österreich war im Jahr 1938 in Hagenau ein Landwirt mit Direktvertrieb ansässig. Bis zur Eingemeindung nach Asperhofen war der Ort ein Teil der damaligen Gemeinde Johannesberg.